# 빌보 배긴스
빌보 배긴스(Bilbo Baggins)는 J. R. R. 톨킨의 가운데땅을 무대로 한 소설 《호빗》의 주인공이자, 《반지의 제왕》의 등장 인물이다. 난쟁이 참나무방패 소린과 12명의 동료와 함께 에레보르 여정을 떠났다.

## 행적
그는 특출난 인물들이 여럿 등장하는 세계관 속에서도 평범하거나 그다지 중요하지 않아 보이는 존재로 등장한다.
그러한 존재이지만, 어느날 등장한 간달프의 권유로 그는 고향을 떠나 멀리 떨어진 곳에 존재하는 난쟁이의 땅 에레보르를 탈환하고자 하는 소린과, 그의 동료 12명에 합류하여 여정을 떠났다. 그 여정은 길고 다사다난한 일의 연속으로 알려졌다. 트롤에 잡혔다가 구출되거나, 고블린 무리의 구역에서 기적처럼 탈출하는 등의 이야기로 알려졌다.
결과적으로 그는 이 여정에서 주도자 간달프의 생각 이상의 성과를 얻었는데, 골룸으로부터 신기한 반지를 하나 얻어 자신의 111번째 생일날까지 간직한 것이었다. 이후 반지는 자신의 조카에게 물려주게 된다. 이것이 바로 절대반지였고 그것으로 인한 크나큰 세상의 위협을 아는 간달프의 도움을 받아 쉽게 떨쳐내기 어려운 절대반지의 유혹으로부터 벗어났다.
반지를 파괴하고 서쪽으로 향한 조카와 마찬가지로 자신도 발리노르로 향한다.